# Titiribí (kommun)
Titiribí är en kommun i Colombia.   Den ligger i departementet Antioquía, i den nordvästra delen av landet, 250 km nordväst om huvudstaden Bogotá. Antalet invånare är 13 317.